# Overretssagfører
Overretssagfører var 1868-1919 en titel som tilldelades de sakförare i Danmark som hade befogenhet att uppträda inför en Landsoverret. Titeln fanns även i Norge.
Från 1920 då Landsretterne infördes antogs i stället Landsretssagførere, men de som erhållit titeln hade rätt att behålla den, och den förekom långt efter att Landoverretterne avskaffats.